# یواس‌اس ارل (دی‌دی-۶۳۵)
یواس‌اس ارل (دی‌دی-۶۳۵) (به انگلیسی: USS Earle (DD-635)) یک کشتی بود که طول آن ۳۴۸ فوت ۳ اینچ (۱۰۶٫۱۵ متر) بود. این کشتی در سال ۱۹۴۱ ساخته شد.